# Full Circle (CTA)
Full circle is het debuutalbum van California Transit Authority. De muziekgroep was opgericht door onder anderen Danny Seraphine, oud-drummer van Chicago.
Seraphine had Chicago verlaten en was verhuisd naar Los Angeles. Het project was eerst niet echt serieus, maar er was voldoende belangstelling voor optredens en een album zo bleek later. Het album is opgedragen aan Terry Kath, de eerste gitarist van Chicago. Medebandlid van CTA Marc Bonilla was kennelijk een fan van Kath, want hij probeert op dit album de stijl van Kath zoveel mogelijk na te bootsen. Het album lijkt daardoor qua klank meer op het eerste studioalbum van Chicago, dan op het latere werk (vanaf Chicago VI).

## Musici
- Larry Bragg - zang
- Marc Bonilla- gitaar
- Mick Mahan – basgitaar
- Peter Fish – toetsinstrumenten, accordeon
- Ed Roth – toetsinstrumenten
- Danny Seraphine – slagwerk

## Muziek
De muziek op het album leunt erg op de muziek van de eerste twee albums van Chicago.

| Nr. | Titel                                    | Duur |
| --- | ---------------------------------------- | ---- |
| 1.  | Something different (Chuck Mangiono)     | 3:19 |
| 2.  | Introduction (Terry Kath)                | 4:54 |
| 3.  | South California purples (Robert Lamm)   | 5:54 |
| 4.  | Make me smile (James Pankow)             | 4:39 |
| 5.  | Several thousand (Jim Baggio)            | 3:25 |
| 6.  | Dreams (Gregg Allman)                    | 4:18 |
| 7.  | West Virginia fantasies (James Pankow)   | 1:37 |
| 8.  | Colour my world (James Pankow)           | 5:17 |
| 9.  | Happy cause I’m going home (Robert Lamm) | 5:23 |
| 10. | Mississippi delta blues (Terry Kath)     | 4:52 |
| 11. | Antonio's love jungle (Marc Bonilla)     | 4:57 |
| 12. | I'm a man (Steve Winwood, Jimmy Miller)  | 6:33 |
| 13. | 25 or 6 to 4 (Robert Lamm)               | 5:59 |